# Anaxeton
Anaxeton , rod glavočika smješten u australazijsku kladu kao dio tribusa Gnaphalieae, potporodica Asteroideae.
Sastoji se od 10 priznatih vrsta zeljastog bilja u južnoafričkoj provinciji Western Cape

## Vrste
1. Anaxeton angustifolium Lundgren
2. Anaxeton arborescens Less.
3. Anaxeton asperum (Thunb.) DC.
4. Anaxeton brevipes Lundgren
5. Anaxeton ellipticum Lundgren
6. Anaxeton hirsutum Less.
7. Anaxeton laeve (Harv.) Lundgren
8. Anaxeton lundgrenii B.Nord.
9. Anaxeton nycthemerum Less.
10. Anaxeton virgatum DC.